# 徳州駅
徳州駅（とくしゅうえき）は、中華人民共和国山東省徳州市徳城区迎賓路に位置する中国国鉄北京鉄路局が管轄する駅である。

## 利用可能な路線
- 中国国鉄
  - 京滬線
  - 石徳線

## 駅構造
- 単式ホーム1面、島式ホーム2面の地上駅である。

## 利用状況
各種別を含め毎日110本余りの列車が発着する。

## 歴史
- 1908年 - 開業した[1]
- 1941年2月 - 石徳線が開通した。
- 1994年 - 拡張された[1]。

## 隣の駅
中国国鉄
京滬線
長荘駅 - 徳州駅 - 于官屯駅
石徳線
八里荘駅 - 徳州駅